# یادگارلو
روستای یادگارلو از توابع بخش محمدیار شهرستان نقده در استان آذربایجان غربی است.

## جمعیت
بر اساس سرشماری عمومی نفوس و مسکن سال ۱۳۹۰، جمعیت روستای یادگارلو ۵۳۲ نفر (۱۵۵ خانوار) است.

## موقعیت جغرافیایی
این روستا از طرف شمال با دریاچه ارومیه، از طرف شرق با روستای گل و از جنوب با روستای شیخ احمد همسایه است. مردمان آن همگی به زبان ترکی آذربایجانی تکلم می‌کنند و از ایل افشار و ایل قره پاپاق می‌باشند. 